# Робин и Мэриан
«Робин и Мэриан» (англ. Robin and Marian) — британско-американский художественный приключенческий фильм 1976 года. В советском прокате шёл под названием «Возвращение Робин Гуда».
Режиссёром выступил Ричард Лестер, сценаристом — Джеймс Голдмен.
Главные роли исполнили Шон Коннери, Одри Хепбёрн, Никол Уильямсон, Роберт Шоу и Ричард Харрис.
Оригинальный саундтрек был написан Джоном Барри. Первоначально фильм назывался «Смерть Робина Гуда», но Columbia Pictures изменила его, чтобы сделать его более конкурентоспособным.
Фильм ознаменовал возвращение Хепбёрн на экран после восьмилетнего перерыва в карьере.

## Сюжет
Много лет прошло с тех пор, как Робин Локсли, знаменитый разбойник из Шервудского леса, отправился за королём Ричардом Львиное Сердце в Крестовый поход. Но вот настало время возвращаться из Святой земли на родину, где у Робина когда-то были не только друзья и враги в лице шерифа Ноттингема, но и невеста — дева Мэриан. Когда Робин ушёл за своим королём, Мэриан сначала долго горевала, а потом — ушла в монастырь и сейчас она настоятельница.
Они оба, Робин и Мэриан, уже не так молоды, их жизни, казалось бы, разошлись навсегда, но при первой же встрече после долгой разлуки становится ясно, что есть вещи, которые навсегда остаются с человеком. Например, любовь.
Счастью немолодых героев мешает только одно: Робин не создан для семьи. Он воин и путь его — это путь воина, но никак не домоседа. Локсли продолжает доказывать себе и всем вокруг, что он по-прежнему победитель, и пусть для этого даже надо пойти наперекор желаниям любимой женщины.
Шериф Ноттингемский тоже немолод и устал от жизненной рутины. Их вражда с Робин Гудом осталась где-то в прошлом, теперь он смотрит на своего соперника скорее с уважением, нежели со злостью. Но мужские амбиции зачастую умирают только вместе с мужчинами, и шерифу не уйти от финальной схватки со своим закадычным врагом.
Мэриан в отчаянии. Любые её попытки изменить судьбу раз за разом терпят неудачу. Она умоляет Робина вложить меч в ножны и остановиться, но добиться этого не в её силах. На пике своего горя Мэриан понимает, что если жизнь разлучает её с любимым, то единственное, что может навсегда их соединить, это смерть.

## В ролях
| Актёр              | Роль                    |
| ------------------ | ----------------------- |
| Шон Коннери        | Робин Гуд               |
| Одри Хепбёрн       | Мэриан                  |
| Роберт Шоу         | шериф Ноттингема        |
| Николь Уильямсон   | Маленький Джон          |
| Ричард Харрис      | Ричард I Львиное Сердце |
| Денхолм Эллиотт    | Уилл Скарлет            |
| Ронни Баркер       | брат Тук                |
| Кеннет Хейг        | сир Ранульф             |
| Иэн Холм           | Король Джон             |
| Билл Мэйнард       | Меркадиер               |
| Эсмонд Найт        | старый защитник         |
| Вероника Куиллиган | сестра Мэри             |
| Питер Баттерворт   | хирург                  |
| Джон Бэррет        | Джек                    |
| Кеннет Крэнем      | ученик Джека            |
| Виктория Абриль    | Королева Изабелла       |

## Критика
В целом, фильм получил положительные отзывы критиков.
На сайте Rotten Tomatoes картина имеет рейтинг 74 %, основываясь на 31 рецензии критиков, со средним баллом 6,6 из 10.
Роджер Эберт был позитивно настроен по отношению к исполнителям главных ролей, хотя он не был уверен в том, что «история повторяется», в отношении сюжета. По словам критика, «что мешает фильму действительно сбиться с пути, так это исполнение Шона Коннери и Одри Хепбёрн их ролей. Независимо от того, что подумают режиссёр и сценарист, Коннери и Хепбёрн, похоже, достигли безусловного понимания между собой. Они светятся. Они действительно кажутся влюбленными. И они выступают как удивительно сложные, нежные, нежные люди; 20-летний опыт дал им изящество и мудрость».
Картина получила номинацию на премию 2002 года: 100 самых страстных американских фильмов за 100 лет по версии AFI.